# 克里斯泰什蒂鄉 (雅西縣)
47°15′N 26°35′E / 47.250°N 26.583°E
克里斯泰什蒂鄉（羅馬尼亞語：Comuna Cristești, Iași），是羅馬尼亞的鄉份，位於該國東北部，由雅西縣負責管轄，面積30平方公里，海拔高度307米，2007年人口4,339，人口密度每平方公里146人。